# Продукти коксування
Продукти коксування
При коксуванні поряд з основним продуктом - коксом отримують газоподібні і рідкі продукти.

## Кокс
Твердий продукт коксування кремнієвосірого кольору з вмістом вуглецю від 78-89 до 90-95 %, пористість 49-53%. Вміст вуглецю в самому коксі - 96-98%. Зольність до 9-11%. Вологість 0,5-4,0%. Теплота згоряння 29-33 МДж/кг. Вихід коксу з шихти 75-78%. Є бездимним паливом у металургії, при виплавці чавуну слугує також відновником залізної руди й розпушувачем шихти.
Доменний кам'яновугільний кокс повинен мати розмір грудок не менше 10 мм, ливарний кам'яновугільний кокс використовується для ливарного виробництва, вміст сірки у ньому не повинен перевищувати 1,2-1,3%. Кам'яновугільний кокс для газогенераторних установок повинен мати тугоплавку золу (т-ра плавлення не нижче за 1250 °C).
Головним споживачем крупних класів коксу є чорна металургія. Крупний кокс (клас +25 мм) використовують також в кольоровій металургії при виплавці міді, свинцю, нікелю, в хімічній промисловості як відновник для отримання сульфіду натрію, цинкових білил, вуглекислого газу, сухого льоду, для випалювання вапняку, як висококалорійне бездимне паливо для комуналь-но-побутових і промислових цілей і ін. Кокс середньої крупності (5-25 мм) застосовується в електротермічному виробництві для одержання феросплавів, карбіду кальцію, цинку, жовтого фосфору і ін., дрібний кокс (–5 мм) використовується як паливо.

## Газоподібні і рідкі продукти коксування
Продукцію коксохімії за глибиною переробки можна розділити на три групи:
– продукти, що безпосередньо вловлюються з коксового газу (кам'яновугільна смола, бензол, аміак, сірководень і ін.);
– продукти первинної переробки смоли і бензолу;
– продукти вторинної переробки смоли і бензолу.
На першому етапі коксовий газ охолоджується до температури 25 – 30 °C, при цьому він конденсується і з нього виділяється смола, підсмольна (аміачна) вода. Кам'яновугільна смола містить близько 300 органічних речовин, тому вона піддається розгонці на фракції, для чого використовується відмінність в температурах конденсації вуглеводнів, що складають смолу. Далі смолу нагрівають до температури 380 – 400 °C і її пари після відділення невипареного залишку (пеку) виводять в ректифікаційні колони. Пари при проходженні через колони охолоджуються, конденсуються і перетворюються в ряд окремих фракцій. Ректифікацією з смоли отримують фракції: при температурах до 170 °C – легке масло, при 170 – 210 °C – фенольну фракцію, при 210 – 230 °C – нафталінову фракцію, при 230 – 270 °C – поглинальне масло, при 270 – 360 °C – антраценову фракцію, залишок – пек.
Другий етап переробки коксового газу – уловлення аміаку з газу і підсмольної води. Звичайно аміак уловлюють 76 – 78 %-ною сірчаною кислотою, при цьому він перетворюється в сульфат амонію, який використовується як азотне добриво:
2 NH3 + H2SO4 →  (NH4)SO4 + Q
Високий вміст водню в коксовому газі дуже вигідний для одержання азотноводневої суміші, що використовується при виробництві аміаку.
Третій етап – вилучення сирого бензолу. Для цього газ пропускають через мінеральне масло, яке добре розчиняє бензол. Потім масло нагрівають гострим водяним паром, відганяють бензол, а масло знову направляють в операцію поглинання бензолу. Сирий бензол – рідина, яка містить бензол, толуол, ксилол і інші вуглеводні. Сирий бензол розділяють на фракції ректифікацією (випаруванням з подальшою конденсацією парів). Отримані напівпродукти піддають очищенню і вторинній ректифікації, в результаті чого одержують чисті бензол, толуол, ксилол, сольвент і сірководень. З бензолу можна добути фенол, сульфонал, анілінові барвники, стирол, нітробензол, отрутохімікати, лаки, синтетичні смоли і багато інших продуктів.
На закінчення коксовий газ направляють у скрубери, що зрошуються розчином соди, для вилучення сірководню, який використовується для виробництва сірки і сірчаної кислоти. 
Звільнений від смоли, аміаку, сирого бензолу і сірководню газ називають зворотним. В ньому залишається ще 50 – 60 % водню, 23 – 28 % метану, 5 – 7 % оксиду вуглецю і інші речовини, Зворотний газ використовується як паливо, а також як сировина для виробництва етиленових продуктів (етилбензол, дихлоретан і ін.). 
Таким чином, при коксуванні поряд з виробництвом коксу отримують газоподібні і рідкі продукти, які можуть бути використані в синтезі полімерних сполук, лаків, фарб, хімічних засобів захисту рослин, лікарських препаратів та ін. Коксохімія – один з основних виробників сировини для органічного синтезу.